# Cabrela
Cabrela é uma povoação portuguesa sede da Freguesia de Cabrela do Município de Montemor-o-Novo, freguesia com 194,84 km² de área e 509 habitantes (censo de 2021), tendo, por isso, uma densidade populacional de 2,6 hab./km².
Foi vila e sede de concelho entre 1170 e o início do século XIX. Este era constituído apenas pela vila e tinha, em 1801, 892 habitantes.

## Demografia
Nota: Nos anos de 1911 a 1930 tinha anexada a freguesia de Landeira. Pela Lei nº 412, de 10/09/1915, foram desanexadas várias herdades desta freguesia e incluídas na de Vendas Novas. Com lugares desta freguesia foram criadas, pela Lei nº 64/88, de 23 de Maio, a freguesia de Silveira e pela Lei nº 65/88, da mesma data, a freguesia de Foros de Vale de Figueira
A população registada nos censos foi:
| Distribuição da População por Grupos Etários | Distribuição da População por Grupos Etários | Distribuição da População por Grupos Etários | Distribuição da População por Grupos Etários | Distribuição da População por Grupos Etários |
| -------------------------------------------- | -------------------------------------------- | -------------------------------------------- | -------------------------------------------- | -------------------------------------------- |
| Ano                                          | 0-14 Anos                                    | 15-24 Anos                                   | 25-64 Anos                                   | > 65 Anos                                    |
| 2001                                         | 64                                           | 99                                           | 327                                          | 213                                          |
| 2011                                         | 42                                           | 42                                           | 296                                          | 269                                          |
| 2021                                         | 36                                           | 33                                           | 206                                          | 234                                          |

## Localidades
Além da sede, a Freguesia de Cabrela engloba as seguintes localidades:
- Baldios
- Fazenda
- Foro dos Isidros
- Monte da Amoreirinha
- Monte da Barrada
- Monte da Bica
- Monte da Madeira
- Monte da Oliveira
- Monte da Rangina
- Monte da Retorta
- Monte das Amoreiras
- Monte das Romeiras
- Monte do Barracão de Cima
- Monte do Barrancão de Cima
- Monte do Cortiço
- Monte do Corval
- Monte do Cupido
- Monte do Paço
- Monte do Vale de Seixo
- Quinta da Rangina Nova
- Vale de Carvalhos

## Património
- Anta do Freixo - Neo-Calcolítico
- Necrópole da Herdade da Relva de Baixo - Romano